# لیونل امت
لیونل امت (انگلیسی: Lionel Emmett; ۸ ژانویهٔ ۱۹۱۳ – ۹ اوت ۱۹۹۶) بازیکن هاکی روی چمن اهل هند بود.
وی به‌همراه تیم ملی هاکی روی چمن مردان هند به قهرمانی بازی‌های المپیک تابستانی ۱۹۳۶ دست پیدا کرده‌است.